# A-190 (両用砲)
A-190 100mm単装速射砲 (英: A-190 100 mm gun) は、ロシアが開発した艦砲である。AK-100 100mm単装砲の後継として1990年代に開発がなされ、2000年代初頭より運用を始めた。ロシアで建造されたインド海軍のタルワー級フリゲートに採用されたのを皮切りにロシア海軍の水上戦闘艦艇に搭載されている。
AK-100と比較し、軽量化・自動化が図られ、発射速度が向上している。特にロシア向けの砲塔はステルス性に配慮したシールドが採用されている。同砲は主として5P-10ピューマ FCSにより管制される。

## 採用国と搭載クラス
ロシア海軍
- ステレグシュチイ級フリゲート (Project 20380)
- ブーヤン型コルベット(Project 21630)
- ブーヤンM型ミサイル艇(Project 21631)
- アドミラル・グリゴロヴィチ級フリゲート(Project 11356R)
- ウダロイ級駆逐艦「マーシャル・シャポシニコフ」（近代化改装時にAK-100に替えて搭載）

 インド海軍
- タルワー級フリゲート (Project 11356)